# Виссарион (Нечаев)
Епи́скоп Виссарио́н (в миру Васи́лий Петро́вич Неча́ев; 15 [27] марта 1823, Тульская губерния — 30 мая 1905, Кострома) — епископ Русской православной церкви, епископ Костромской и Галичский.

## Семья и образование
Родился в селе Коледино Крапивенского уезда (ныне Щекинский район Тульской области) Тульской губернии в семье дьякона.
Окончил Тульскую духовную семинарию (1844), Московскую духовную академию (1848). Магистр богословия (1850; тема диссертации: «Святой Димитрий, митрополит Ростовский»). Доктор богословия (1894; «за заслуги по истолкованию, раскрытий истин Православия, изъяснению богослужения и молитв и обличению раскольников»). Почётный член Московской духовной академии и Московского общества любителей духовного просвещения (1884, к 25-летию издания журнала «Душеполезное чтение»). Почётный член Казанской духовной академии (1895).

## Биография
С 1848 года — преподаватель логики, психологии, патристики и латинского языка Тульской духовной семинарии.
С 1849 года — преподаватель церковной и библейской истории, церковной археологии и церковного законоведения Вифанской духовной семинарии.
С 1852 года — профессор Московской духовной семинарии, преподаватель Священного Писания и греческого языка.
С 8 декабря 1853 года — иерей (с сохранением за ним должности преподавателя).
С 1855 года — настоятель московской церкви Св. Николая в Толмачах.
В 1874 году возведён в сан протоиерея.
В 1887 году умерла его жена, Варвара Никифоровна.
Его дочь Ольга была выдана замуж за Дмитрия Фёдоровича Касицына, который заменил его в церкви Св. Николая в Толмача, а Василий Петрович 8 июня 1889 года был пострижен в монашество и через три дня, 11 июня возведён в сан архимандрита; с 30 июля 1889 года — епископ Дмитровский, викарий Московской епархии.
С 14 декабря 1891 года — епископ Костромской и Галичский.
Скончался 30 мая 1905 года в Костроме. Погребён он был в сергиевском приделе Богоявленского кафедрального собора.

## Церковно-просветительская деятельность
В 1859 году вместе с московскими священниками Алексеем Ключарёвым (впоследствии архиепископом Амвросием) и Василием Лебедевым основал духовно-назидательный журнал «Душеполезное чтение». После того, как Лебедев в 1863 году скончался, а Ключарёв в 1866 году покинул редакцию, о. Василий Нечаев стал единоличным редактором журнала — до декабря 1889 года. Проработав в журнале около 30 лет, он считал его главной задачей «служить духовно-нравственному наставлению христиан, удовлетворять потребности общеназидательного и общенародного духовного чтения».

Митрополит Мануил (Лемешевский) дал ему следующую характеристику: 

Любимый добрый пастырь, трудолюбивый проповедник Слова Божия, выдающийся деятель на духовно-литературном поприще. Был чрезвычайно трудолюбив и энергичен. Тщательно возгревал в себе энергию и не показывал упадка сил. Вставая рано, до заутрени, ежедневно приходил к богослужению в храм. Служил круглый год не только в праздники, но и в будни.

Автор многочисленных работ, многие из которых были опубликованы в журнале «Душеполезное чтение». Экзегет, в числу его основных трудов принадлежат толкования на паремии — места из Библии, которые предлагаются церковью во время богослужебных чтений. Экзегетические труды владыки Виссариона носили церковно-учительный характер и были адресованы широкому кругу верующих, стремившихся к пониманию не только смысла, но и духовного содержания текстов, читаемых в ходе богослужений.

## Труды
- Святой Димитрий, митрополит Ростовский. 1849. ( Издание 2-е, М., 1910.)
- Толкование на паремии из книги Бытия. — М., 1871.
- Сборник для любителей духовного чтения. — М., 1884. Издание 2-е, СПб., 1895.
- Толкование на Божественную Литургию по чину Св. Иоанна Златоустого и Св. Василия Великого. — М., 1884, Издание 4-е. — СПб., 1895.
- Очерки христианской жизни. 22 брошюры. — М., 1885.
- Черты христианского учения. Сборник для назидательного чтения. — М., 1887. Издание 2-е. — СПб., 1897. Издание 3-е. — СПб., 1898.
- О расколе и по поводу раскола. 17 проповедей. — М., 1890.
- О расколе и по поводу раскола. 17 проповедей. СПб., 1901.
- Духовная пища. — М., 1891.
- Духовный свет. — М., 1891.
- Голос пастыря — М., 1893.
- Толкование на паремии. Т. I. Паремии из книг Моисеевых, Иисуса Навина, Судей, Царств, Паралипоменон, Иова. Изд. 2-е. — СПб., 1894.
- Толкование на паремии. Т. II. Паремии из книг Притчей, Премудрости Соломоновы, пророков Исаии, Иеремии, Иезекииля, Даниила, Иоиля, Ионы, Михея, Софронии, Захарии и Малахии. Изд. 2-е. — СПб., 1894.
- Толкование на паремии из Новозаветных книг. — М., 1895.
- Толкование на паремии. Том 1. - 1894
- Толкование на паремии. Том 2. - 1894
- Толкование на паремии. Т. III. Паремии из Новозаветных книг. — СПб., 1896.
- Приветственное послание епископа Виссариона к бывшим его прихожанам. — М., 1897.
- Поучения, говоренные в Костроме (за 1895—1902). — М., 1897—1904. В восьми выпусках.
- Костромские поучения за 1903 год. — СПб., 1915.
- Христианская жизнь, или черты деятельного благочестия по учению Святых Отцов Православной Церкви. — 1912
- Уроки покаяния в Великом каноне св. Андрея Критского, заимствованные из библейских сказаний. — 1897